# وزارة شؤون القدس (فلسطين)
أنشئت وزارة شؤون القدس بهدف تيسير كافة السبل والامكانيات الاقتصادية والمجتمعية لدعم البقاء للوجود الفلسطيني العربي داخل مدينة القدس، وخلق واقع إيجابي محفز لإنهاء الاحتلال الإسرائيلي لها وإقامة الدولة الفلسطينية وعاصمتها القدس الشرقية. أنشأت منظمة التحرير الفلسطينية دائرة شؤون القدس كإحدى الدوائر المركزية فيها، استناداً إلى النظام الأساسي، في جلسة اللجنة التنفيذية التي عقدت في مدينة رام الله في أيلول 2008، وذلك لمتابعة شؤون القدس والحفاظ على عروبتها ودعم صمود أهلها.

## رسالة الدائرة
تهدف دائرة القدس إلى إبقاء موضوع القدس بنداً مركزياً وثابتاً أساسياً على جدول أعمالها واهتماماتها على كافة الصعد الوطنية والعربية والدولية والتفاوضية، وتعمل للحفاظ على عروبتها ومقدساتها وتأكيد مكانتها كعاصمة للدولة الفلسطينية، والتصدي لعملية التهويد والتطهير العرقي الجارية فيها، وتوفير الموارد المالية اللازمة لحماية القدس ودعم صمود أهلها.
ومن ضمن رسالتها ورؤيتها، العمل على حماية القدس من الأسرلة والتهويد وسياسات التطهير العرقي ودعم صمود مواطنيها، من خلال وضع الخطط والبرامج والسياسات العامة في إطار الموقف السياسي الرسمي لمنظمة التحرير الفلسطينية المستند إلى قرارات المجلس الوطني الفلسطيني وقرارات الشرعية الدولية والقرارات الأخرى ذات العلاقة بالقدس، والعمل على تنفيذها، والسعي إلى إضافة قرار مجلس الأمن رقم 252 إلى جميع خطاباتنا الرسمية، ربطاً بالقرار 242 والقرارات الأخرى وذلك في جميع المحافل العربية والدولية. ورعاية وحماية مصالح أبناء القدس من خلال تطوير وتفعيل علاقة دائرة شؤون القدس مع كافة وزارات ومؤسسات وهيئات السلطة الوطنية الفلسطينية المعنية بتقديم الخدمات للمواطنين، وكذلك تطوير وتفعيل العلاقات مع المنظمات الأهلية الوطنية العاملة في هذا المجال، ومع الجهات المانحة، سواء كانت دولاً أو منظمات دولية أو منظمات غير حكومية أو لجان شعبية، من أجل حثها على تقديم المساعدة المالية اللازمة الخاصة بالقدس ومؤسساتها والحفاظ على هويتها ودعم صمود أبنائها من التهجير، وتعزيز موقعها ومكانتها كعاصمة للدولة الفلسطينية.

## المهام والصلاحيات
1- تعزيز الهوية الفلسطينية في المناهج الدراسية.
2- التوعية والتعبئة الجماهيرية لتعزيز روح الانتماء الوطني.
3- تشجيع الفعاليات الوطنية.
4- مناهضة تهويد القدس.
5- تمكين المؤسسات (شبابية، نسوية....الخ) في الصمود والاستمرارية.
6- بناء قدرات وطنية لمختلف الفئات المجتمعية.
7- رفع مستوى الخدمات والمساندة المقدمة للمقدسيين (لوجستيه، قانونية، اقتصادية، اجتماعية، سياسية).
8- توحيد المرجعيات (رسمية وغير رسمية).
9- تعزيز آليات المساءلة والمحاسبة للمنتهكين.
10- رصد وتوثيق الانتهاكات الإسرائيلية (محلياً، إقليمياً، دولياً).
11-الدفاع عن المؤسسات الدينية والتاريخية (إسلامية ومسيحية).
12- تعزيز وبناء علاقة شراكة مع الدول والمنظمات الدولية إقليمية وعربية.